# Piçarra
Piçarra este un oraș în Pará (PA), Brazilia.